# Броненосные крейсера типа «Нельсон»
Броненосные крейсера типа «Нельсон» — проект кораблей британского королевского флота, усовершенствованный вариант броненосного крейсера «Шеннон». Всего построено 2 единицы: «Нельсон» (англ. Nelson) и «Нортхэмптон» (англ. Northampton). Их дальнейшим развитием стали броненосные крейсера типа «Имперьюз».

## Конструкция

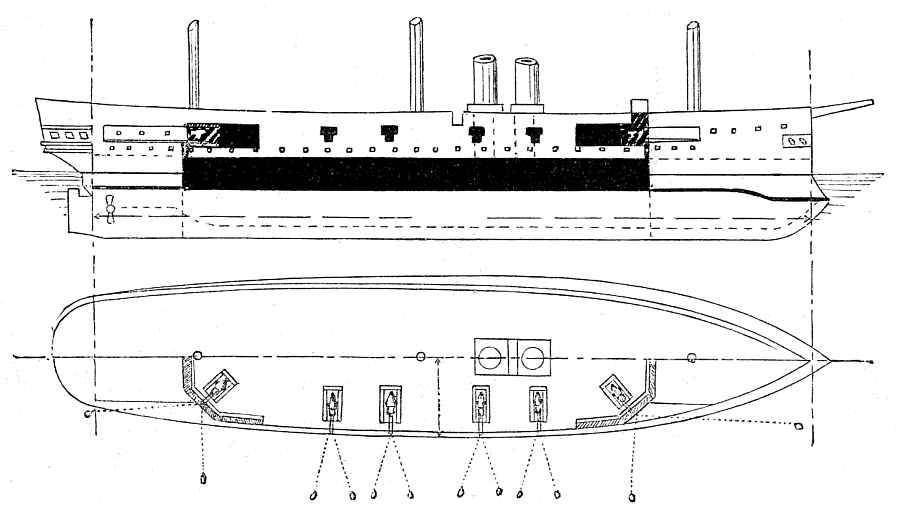
Броненосный крейсер «Нельсон». Схема.

## Служба
«Нельсон» — заложен 2 ноября 1874, спущен 4 ноября 1876, вступил в строй 26 июля 1881 года. 1881—1889 гг. — флагманский корабль Австралийской станции. С 1889 г. ремонт: сняты 20-фн. пушки; установлено 4 — 120 мм скорострельных, 6 — 6-фн. скорострельных пушек, а также 14 — 3-фн. 10.1891 — 11.1894 — сторожевой корабль в Портсмуте. В ноябре 1894 г. переведен в Резервный флот, использовался для перевозки войск на Мальту. 04.1901 — 12.1901 — в портовом резерве. С 12.1904 — блокшив, учебное судно для кочегаров. Продан на слом в 12.07.1910 за £14500, разобран в Голландии.
«Нортхэмптон» — заложен 26 октября 1874, спущен 18 ноября 1876, вступил в строй 7 декабря 1878 года. 1881—1886 гг. — флагманский корабль Северо-Американской/Вест-Индийской станции. С апреля 1886 г. — в резерве. В 1886 г. прошел перевооружение: сняты 20-фн. пушки; установлено 6 — 6-фн. и 8 — 3-фн. скорострельных пушек, а также 2 торпедных аппарата. Укомплектован для манёвров 1888 г. В марте 1889 г. переведен в Ширнесс, как флагманский корабль. Принимал участие в манёврах 1890, 1891 и 1892 гг. В августе 1893 г. переведен в резерв «А» в Ширнессе. В феврале 1894 г. причислен к Резервному флоту. 06.1894 −11.1904 — мореходный учебный корабль для юнг. 11.1904 — исключён из состава Резервного флота. Продан на слом в Чатеме 04.04.1905.